# Teutonismus
Der Ausdruck Teutonismus – abgeleitet von der Bezeichnung des Volkes der Teutonen – bezeichnet etwas spezifisch (bundes)deutsches – insbesondere im Gegensatz zum gesamten deutschen Sprachraum.
Dies kann sich sowohl auf sprachliche Eigenheiten und regionalspezifischen Wortschatz beziehen:
- diese werden im Artikel Bundesdeutsches Hochdeutsch im Abschnitt über Teutonismen ausführlich abgehandelt

als auch auf stereotype Verhaltensweisen:
- diese können abwertend gemeint sein, sind zuweilen aber auch scherzhafte Bezeichnungen für tatsächliches oder vorgeblich typisch deutsches Benehmen und damit verbundene Eigenschaften. Derart charakterisierten und analog auch Teutonen genannten Deutschen wird bei Gebrauch dieser Bezeichnung meist auch eine „typisch deutsche Überheblichkeit“ und chauvinistisch-großdeutsche Gesinnung unterstellt.[1]